# Borne (rzeka)
Borne – rzeka we Francji, przepływająca przez teren departamentu Górna Loara, o długości 48,4 km. Stanowi lewy dopływ rzeki Loary.